# Hassop
Hassop är en civil parish i Storbritannien.  Den ligger i distriktet Derbyshire Dales i grevskapet Derbyshire i England, i den södra delen av landet, 220 km nordväst om huvudstaden London.